# Time Waits for No One (Rolling Stones)
Time Waits for No One is een compilatiealbum van The Rolling Stones, uitgegeven in 1979, waarin Mick Taylor een belangrijk aandeel had.
Tijdens het opnemen van de LP It's Only Rock 'n Roll (1974), had Taylor de indruk dat voor de Stones het einde nabij was. Keith Richards kwam bijna niet meer opdagen in de studio en was tijdenlang totaal onbereikbaar. Keith had zich verscholen in het tuinhuisje achter "The Wick" (Ronnie Woods huis in Richmond), uit angst voor een nieuwe politie inval. Hij beweerde dat zijn telefoon werd afgetapt en nam die dan ook niet meer op. De sfeer tussen met name Mick Jagger en Keith Richards was gespannen. Om elkaar te ontlopen brachten de bandleden tussen de opnames zo veel mogelijk tijd in het buitenland door. Taylor had al ruim een jaar uitgekeken naar een nieuwe tour, toen in oktober 1974 tijdens een bijeenkomst in Zwitserland werd besloten dat dit - vanwege de drugsverslaving van Keith Richards - voorlopig uitgesloten was. Afgezien van zijn fragiele conditie waren er problemen met het verkrijgen van de benodigde visa, vanwege eerdere veroordelingen voor drugsbezit. Aangeslagen door dit nieuws, verliet Taylor de bijeenkomst voortijdig. Hij was vooral teleurgesteld omdat de tour hem steeds in het vooruitzicht was gesteld tijdens de studio sessies, die door het onvoorspelbare gedrag van Richards al zeer moeizaam waren verlopen.
Terwijl Richards met zijn persoonlijke problemen kampte, deed Jagger in de studio steeds vaker een beroep op de hulp van Taylor, die daarnaast ook aan het tot stand komen van nieuw materiaal een belangrijke bijdrage had geleverd. Al eerder waren uit de samenwerking tussen Jagger en Taylor composities ontstaan, zoals bijvoorbeeld verscheidene tracks van de lp Sticky Fingers, waarvoor Taylor eigenlijk een credit als medeauteur had verdiend. Jagger beloofde dat hij er dit keer op zou toezien dat Taylor officiële credits zou krijgen voor onder andere de nummers "Time Waits for No One" en "Till the Next Goodbye".
Toen Taylor echter de platenhoes van It's Only Rock 'n Roll onder ogen kreeg, bleek dat Jagger/Richards opnieuw alle auteursrechten hadden geclaimd, zonder hierbij Taylors naam te vermelden. Circa twee maanden later bezocht hij een feest na afloop van een Eric Clapton concert, waarbij ook Mick Jagger aanwezig was. Die avond gaf hij aan Mick Jagger te kennen dat hij besloten had de band te verlaten.

## Nummers
- Alle nummers zijn geschreven door Mick Jagger en Keith Richards.

1. Time Waits for No One – 6:39
2. Bitch – 3:37
3. All Down the Line – 3:48
4. Dancing with Mr. D – 4:52
5. Angie – 4:33
6. Star Star – 4:26
7. If You Can't Rock Me/Get Off of My Cloud (live) – 5:00
8. Hand of Fate – 4:28
9. Crazy Mama – 4:34
10. Fool to Cry – 5:04